# Phaethon
Phaethontidae, ptice bez hrvatskog naziva ali ponekada zvane tropikovke i tropičarke, su morske ptice iz razreda ptica. Sastoje se od tri vrste:
- Phaethon aethereus
- Phaethon rubricauda
- Phaethon lepturus

## Opis
Phaethontidae su srednje veličine, 80-110 cm duge, s rasponom krila od 90-110 cm. Robusne su, ali aerodinamičnog oblika. Imaju dva duga centralna repna pera koja su fleksibilna. Rep je klinastog oblika. Imaju malene noge, zdjelicu i stopala, i vrlo loše hodaju po zemlji. Za razliku od toga, grudni pojas je snažan, a mišići za letenje su krupni i grudna kost je duboko postavljena. Kljun je crvene ili žute boje, ravan, zašiljen, nazubljen i s nosnicama nalik na proreze. Imaju krupne i tamne oči. Perje je vodonepropusno, srebrnobijele boje, s tragovima crne boje na leđima i krilima, a neke ptice imaju primjese ružičaste ili zlatne boje. Ne postoji razlika između mužjaka i ženki, osim što je kod mužjaka unutrašnje repno perje duže.
Ove ptice se hrane ribama i lignjama, same ili u malim jatima, nikada u velikim jatima kao galebovi.
Oglašavaju se piskavim kricima.

## Razmnožavanje
Phaethontidae se pare kada napune 2-5 godina, ali uglavnom između treće i četvrte. Izvode kompleksno udvaranje i do 100 metara iznad tla. Ženka nese jedno jaje crvenkastosmeđe boje na golo tlo ili u rupama u liticama i drveću. Jaje inkubiraju oba spola 40-46 dana. Nemaju ogoljeni dio kože na trbuhu za ležanje na jajima, pa toplota dolazi do jaja kroz perje na trbuhu. Mladnuci su bijeli s crnim prugama, bez dugih repnih pera. Kada ptići napuste gnijezdo, potpuno su samostalni i roditelji ih više ne hrane.

## Rasprostranjenost
Staništa ovih ptica su oceani, i većinu svog života provode tamo. Na kopno dolaze samo da bi se gnijezdile. Nastanjuju sva tri oceana (Atlantski, Indijski i Tihi) te tropska i suptropska područja. Nijedna vrsta nije ugrožena. Na nekim mjestima ljudi ih još uvijek love zbog prelijepog perja.

## Drugi projekti
|  | Zajednički poslužitelj ima još gradiva o temi Phaethontidae |
|  | Wikivrste imaju podatke o taksonu Phaethontidae             |